# Giulio Grimaldi
Giulio Grimaldi (Fano, 8 gennaio 1873 – Marina di Pisa, 2 agosto 1910) è stato un filologo, scrittore e poeta italiano.
Intellettuale dai molteplici interessi, svolse un'intensa attività di studi filologici, diresse la rivista Le Marche illustrate nella storia, nelle lettere, nelle arti, da lui fondata, scrisse poesie in lingua italiana e in dialetto fanese e un romanzo dal titolo Maria Risorta: romanzo marinaresco, nato da un attento studio sulla vita dei pescatori del porto di Fano.

## Biografia

### Un intellettuale dai molteplici interessi
Nella sua breve vita, interrotta tragicamente a soli trentasette anni per annegamento, Giulio Grimaldi fu insegnante, filologo, poeta, scrittore, saggista, direttore di riviste.
Conseguì la laurea in Lettere all'Università di Roma, dove ebbe come maestro il filologo Ernesto Monaci. Negli anni a seguire coltivò costantemente la passione per gli studi storico-filologici, diventando un assiduo frequentatore di archivi cittadini.
Ancora studente pubblicò la sua prima raccolta di poesie, Asfodeli. Il volume conteneva, fra l'altro, una interessante recensione, dal titolo Lirica contemporanea, in cui Grimaldi esprimeva una sua personale concezione dell'arte, fortemente democratica, contraria ai moralismi e ad ogni forma di autocompiacimento: «Allora per chi è fatta l'opera d'arte? e perché vi lamentate se il popolo non cura più la poesia e la prosa, dal momento che non le capisce? (...) La poesia è una delle tante forme dell'arte e non un mezzo per riformare la morale: alla morale ci pensano i padri predicatori».
Seguirono negli anni altre raccolte di poesie, alcune in lingua italiana e altre in dialetto fanese: Grimaldi attribuiva alla poesia dialettale la stessa dignità di quella in lingua. Nel 1905 vennero pubblicati i sonetti di Brod e àcin (in italiano: mosto e vinaccioli), i cui versi, modellati sulla lingua parlata, sembrano voler fornire una fotografia del popolo, colto nella sua quotidianità, immortalandone gli usi, le abitudini, le credenze.
Nel 1901 fondò la rivista Le Marche illustrate nella storia, nelle lettere, nelle arti, di cui fu direttore fino al 1910, anno della sua morte. La rivista si proponeva di raccogliere e analizzare qualsiasi materiale legato alla storia e alla cultura della regione Marche, cercando di conciliare l'ambito regionale dell'indagine con uno spirito da italiano. Un intento annunciato dallo stesso Grimaldi nel primo numero della rivista: «Questo periodico (...) si propone un intendimento regionale e nazionale a un tempo: d'illustrare cioè con documenti, monografie e articoli la vita delle Marche, ne' vari tempi e nelle varie molteplici manifestazioni, mirando a preparare buona materia per la storia della nostra regione, e a fornire insieme un contributo alla storia d'Italia».
La rivista si avvalse della collaborazione di un gran numero di studiosi della regione, oltre al contributo dello stesso Grimaldi, che scriveva spesso recensioni e presentava i risultati delle sue ricerche archivistiche.

### Il romanzoMaria Risorta
Nel 1908 venne dato alle stampe il romanzo dal titolo Maria Risorta, a cui Grimaldi aggiunse il sottotitolo di romanzo marinaresco, probabilmente per evitare equivoci sul tema trattato. Maria Risorta è il nome del peschereccio di Salvatore, protagonista di una travagliata storia d'amore adultero: una storia che fornisce al Grimaldi il pretesto per ritrarre in modo minuzioso la vita di un'intera comunità di pescatori.
La stesura del romanzo fu il frutto di una intensa attività di ricerca sul campo. Per molto tempo Grimaldi frequentò il porto di Fano, con l'intenzione di carpire ogni aspetto riguardante la vita della comunità del porto: usanze, linguaggio, espressioni, abitudini. Tale minuziosa attività di filologo e antropologo risulta evidente nella lettura del romanzo, ma è anche testimoniata dalle lettere che Grimaldi scriveva all'amico Federico Hermanin, a cui raccontava aneddoti e sviluppi della sua ricerca.
Da un punto di vista letterario, il romanzo è stato spesso accostato al naturalismo e al verismo. È infatti innegabile l'esistenza di analogie con i romanzi di Verga, e in particolare I Malavoglia, analogie che si manifestano ad esempio nelle scelte linguistiche o nel tipo di tema trattato. La critica più recente tende però a evidenziare la presenza di molti segnali che allontanano il romanzo Maria Risorta da un'impostazione esclusivamente verista. Si pensi ad esempio al metodo dell'impersonalità, che non raggiunge mai in Grimaldi i livelli estremi adottati da Verga e Capuana. Oppure si consideri il modo in cui si sviluppa la narrazione: «...da un piccolo episodio, da un nucleo familiare, la vicenda prende corpo, si impolpa, si allarga, deborda e coinvolge altre famiglie e altre storie, in un crescendo - appunto, come fa il mare in tempesta...». Osservazioni che hanno portato gli studiosi dell'opera di Grimaldi a proporre accostamenti con Melville e Stevenson o con il decadentismo, e a descrivere il romanzo Maria risorta come una sintesi delle tendenze dominanti a cavallo tra Ottocento e Novecento.
Nel 2018 il Coro Polifonico Malatestiano realizzò l'opera teatrale-musicale Il canto del mare, liberamente tratta da Maria Risorta. Eseguito in prima assoluta durante il 45º Incontro Internazionale Polifonico "Città di Fano" con la regia di Fabrizio Bartolucci, lo spettacolo ripropone alcuni quadri significativi del romanzo in un continuo dialogo tra la recitazione e il canto, messi in scena nell'area portuale di Fano, proprio nell'ambientazione descritta da Grimaldi.

## Opere
Poesia in lingua italiana
- Asfodeli, Roma, Tipografia Cooperativa, 1892
- Maternità, Firenze, Il Marzocco, 1899
- Le intime, Fano, Tipografia Cooperativa, 1900
- Ninnenanne, Fabriano, Tipografia Economica, 1901

Poesia in vernacolo fanese
- El sagg' d'i esìli, sonetto, 1892
- Bròd e àcin, sonetti, Fano, Società Tipografica Cooperativa, 1905

Narrativa
- Pescatori dell'Adriatico, in Almanacco italiano, Firenze, Bemporad, 1907
- Maria Risorta: romanzo marinaresco, Torino, S.T.E.N., 1908

Saggi
- Lirica contemporanea, in Asfodeli, Roma, Tipografia Cooperativa, 1892